# Georg Decker (pictor)

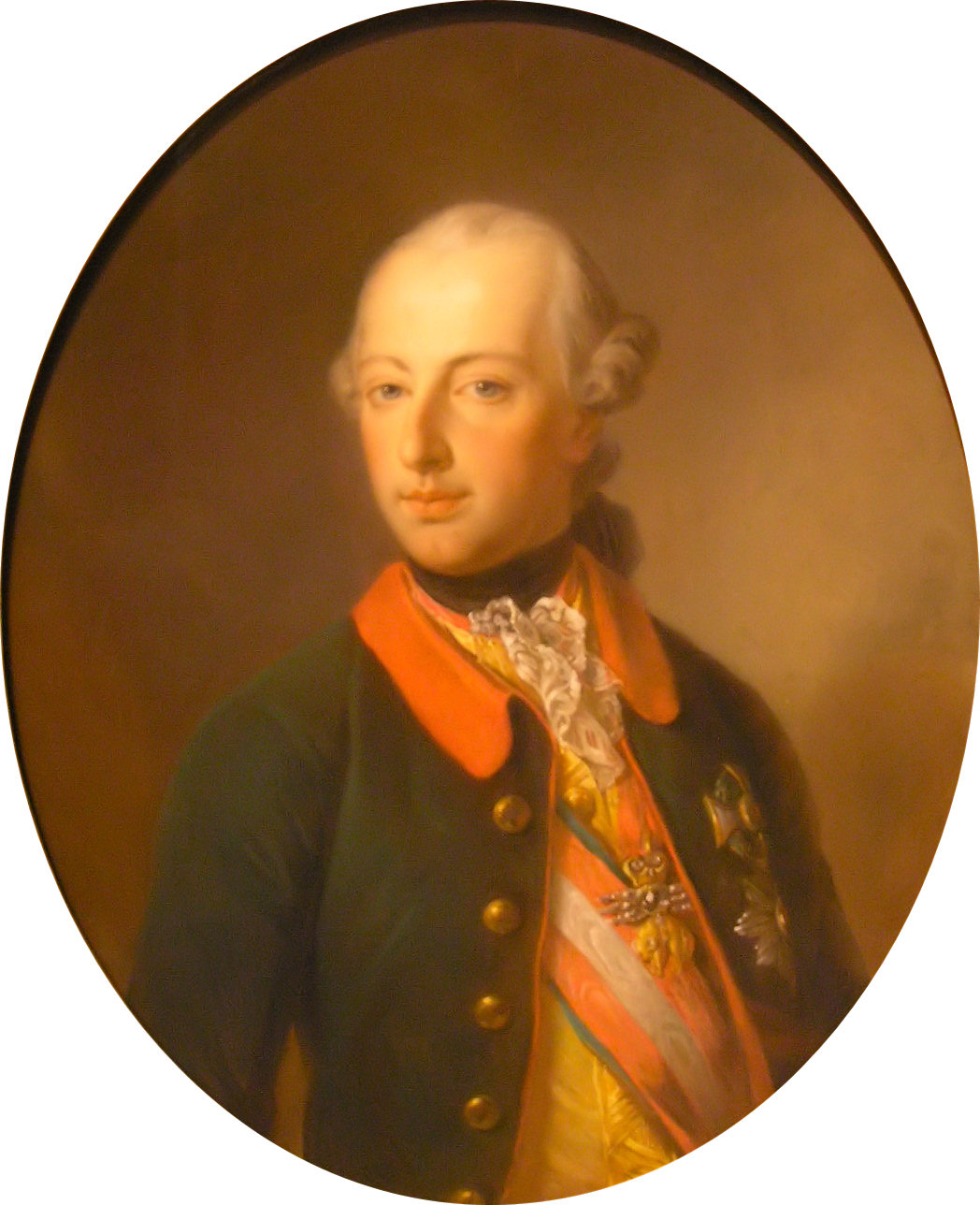
Portretul împăratului Iosif al II-lea.

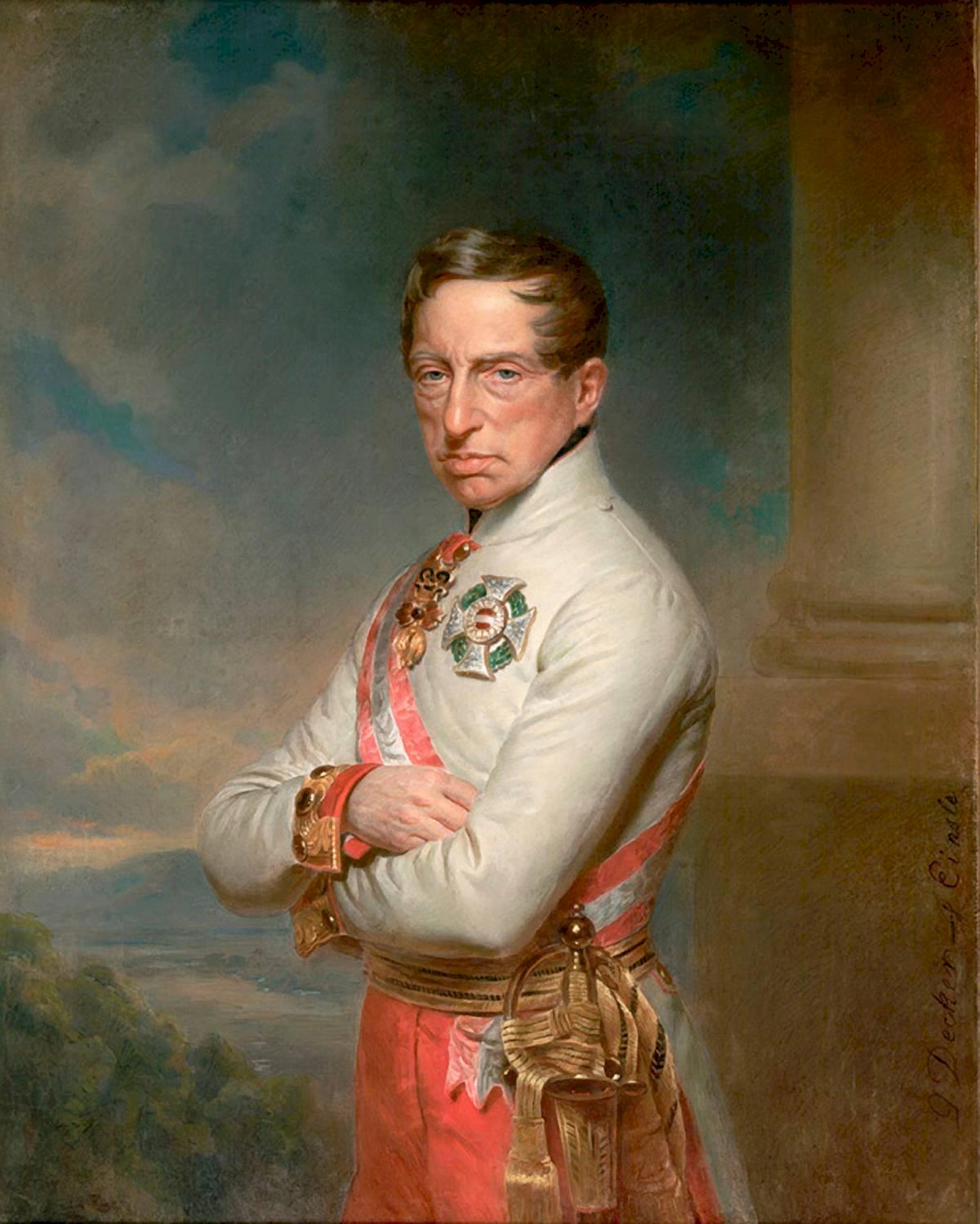
Portretul arhiducelui Carol, după 1847 (după Anton Einsle)

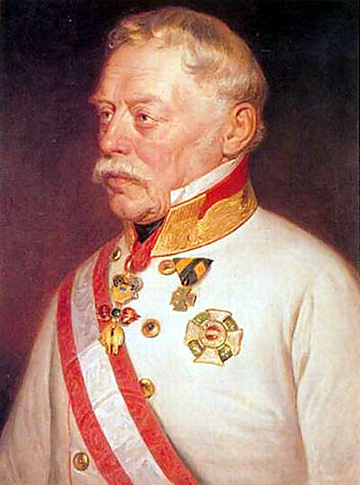
Portretul feldmareșalului Radetzky, 1850

Georg Decker (n. 7 iulie 1819, Pesta, Regatul Ungariei – d. 13 februarie 1894, Viena, Austro-Ungaria) a fost un pictor acuarelist și litograf austriac.

## Biografie
Georg Decker a fost fiul pictorului Johann Stephan Decker și fratele pictorilor Albert Decker și Gabriel Decker. El a venit în 1821 împreună cu familia sa la Viena și a fost inițial un elev al tatălui său. La începutul anilor 1840, el a devenit student la Academia de Artă din Viena. În jurul anului 1860, el a condus o școală particulară de pictură și a fost în 1861 un membru al Künstlerhaus. Planul Curții Vieneze de a înființa o școală de pictură în pastel condusă de Decker nu s-a materializat.
Georg Decker a fost căsătorit din 1851 până în 1860 cu Ottilie von Sobek, după a cărei moarte s-a căsătorit, în 1861, cu Josefine Helene von Lucam. El a murit în 1894 și a fost înmormântat în Cimitirul Central din Viena. În 1909 strada Deckergasse din Viena-Meidling a primit numele artistului.

## Opera artistică
Georg Decker a început să picteze portrete în acuarelă. Din 1844 a început să realizeze picturi în ulei, iar din 1850 a realizat picturi istorice și de gen. După o ședere la Dresda, el s-a orientat către pictura în pastel, pe care a revitalizat-o și cu care a avut parte de un mare succes.
Portretele lui Decker sunt de cea mai înaltă calitate și au un stil de pictură subtil, autentic și sensibil. Un exemplu deosebit de bun este portretul amiralului Wilhelm von Tegetthoff, care a fost creat după bătălia navală de la Lissa din 1866 și se află astăzi în Marinesaal a Muzeului de Istorie Militară din Viena.

## Lucrări (selecție)
- Portretul lui Wilhelm von Tegetthoff, după 1866, pastel pe carton 88×73 cm, Muzeul de istorie militară, Viena
- Portretul arhiducelui Ferdinand Maximilian, 1857, pastel pe carton 81,5×65,5 cm, Muzeul de istorie militară, Viena
- Lottokollektur auf der Brandstätte, acuarelă, Wien Museum, Viena
- Portretul feldmareșalului Radetzky, Muzeul Vienei, Viena
- Portretul feldmareșalului Radetzky, 1850, ulei pe pânză, Muzeul de istorie militară, Viena[7]
- Portretul arhiducelui Carol de Austria-Teschen (după Anton Einsle), 1847, ulei pe pânză, Muzeul Albertina, Viena
- Portretul împăratului Iosif al II-lea, pastel, Muzeul Albertina, Viena
- Portretul generalului maior prusac Leopold con Rauch, 1842, litografie, Muzeul Regional din Most (în germană: Brüx)